# Gouverneur der Normandie
Der Gouverneur der Normandie hatte unter seinem Kommando zwei Lieutenants-généraux, die in seiner Abwesenheit die Haute-Normandie bzw. die Basse-Normandie befehligten.
Die Residenz des Gouverneurs scheint das Vieux-Palais in Rouen gewesen zu sein, auch wenn während der englischen Herrschaft der Gouverneur im Château de Caen residierte. Später, mit dem Bau des Militärhafens von Cherbourg, ließ er sich dort auf dem Gelände der Abtei Notre-Dame du Vœu nieder.

## Liste der Gouverneure

### Herzogtum Normandie
| Datum     | Namen                        | Anmerkungen |
| --------- | ---------------------------- | --- |
| 942       | Bernard le Danois            | Normannischer Adliger |
| 943       | Raoul Tourte                 | Normannischer Adliger, Seneschall des Herzogtums Normandie während der Minderjährigkeit von Richard Sans-Peur.                                      |
| 943 – 945 | Herluin de Montreuil († 945) | Comte de Montreuil, Abt von Saint-Riquier von 926 bis 945; er war der Sohn von Helgaud de Montreuil, Graf von Montreuil und Vogt von Saint-Riquier. |
| 950       | Guillaume Percy              | General der dänischen Armee |
| …         | Alain III. († 1040)          | Herzog von Bretagne (1008–1040). |
| …         | Pierre de Préaux († 1212)    | Normannischer Ritter, Militärgouverneur der Normandie, Kapitän und Bailli der Kanalinseln                                                           |

### Die französische Normandie
| Datum                         | Porträts | Namen                                                                | Wappen | Anmerkungen |
| ----------------------------- | -------- | -------------------------------------------------------------------- | ------ | --- |
| 1356–1360                     |          | Louis d'Harcourt, Vicomte de Châtellerault († 1388)                  |        | Gouverneur und Lieutenant-général der Normandie, Sohn von Jean IV. d’Harcourt, Comte d'Harcourt.                                                                  |
| 8. April 1378                 |          | Philipp der Kühne († 1404)                                           |        | Herzog von Burgund, Pair von Frankreich, Graf von Flandern, Artois, Burgund (Freigrafschaft), Nevers, Rethel, Étampes, Gouverneur der Picardie und der Normandie. |
|                               |          | Arthur III. de Bretagne, Earl of Richmond († 1458)                   |        | Connétable von Frankreich, Maître d’hôtel du Roi |
| 1461–1464                     |          | Karl der Kühne († 1477)                                              |        | Herzog von Burgund |
| 1465–1466                     |          | Charles de Valois, Duc de Normandie († 1472)                         |        | Herzog von Berry, Normandie und Guyenne |
| Ende 1466                     |          | Louis I. de Luxembourg, Comte de Saint-Pol († 1475)                  |        | Lieutenant et Gouverneur, Connétable |
| 28. Juni 1491 – 7. April 1498 |          | Louis d'Orléans, Graf von Soissons († 1515)                          |        | Lieutenant-général und Gouverneur, 1498 König von Frankreich |
| 14. September 1494            |          | Georges d’Amboise († 1510)                                           |        | In Abwesenheit des Gouverneurs |
| 9. Juli 1498                  |          | Georges d’Amboise                                                    |        | Lieutenant-général, dann Gouverneur, Bischof von Montauban, Erzbischof von Narbonne, Erzbischof von Rouen, 1498 Kardinal                                          |
| 1512                          |          | François, Comte d‘Angoulême († 1547)                                 |        | 1515 König von Frankreich |
| 18. Januar 1515               |          | Charles IV. d’Alençon, Duc d’Alençon († 1525)                        |        | |
| 6. Mai 1526                   |          | Louis de Brézé, Comte de Maulévrier († 1531)                         |        | Grand Sénéchal de Normandie, Grand Veneur, Lieutenant général en Normandie                                                                                        |
| 8. August 1531                |          | François de France, Dauphin de Viennois, Duc de Bretagne († 1536)    |        | |
| 10. November 1536             |          | Henri deFrance, Dauphin de Viennois († 1559)                         |        | 1547 König von Frankreich |
| 21. Juli 1547                 |          | Claude d’Annebault, Seigneur d'Annebault et de La Hunaudaye († 1552) |        | Lieutenant-général en Normandie, Marschall, Gesandter in Venedig, Admiral                                                                                         |
| 1552 – 1556                   |          | Robert IV. de La Marck, Duc de Bouillon († 1556)                     |        | Capitaine des Cent Suisses, Marschall |
| 1556 – 2. Dezember 1574       |          | Henri-Robert de La Marck, Duc de Bouillon († 1574)                   |        | Capitaine des Cent Suisses, Conseiller d’État |

### Lieutenants généraux
Nach dem Tod von Henri-Robert de La Marck blieb das Amt des Gouverneurs von Normandie vakant. Von 1574 bis 1583 wurden die Aufgaben von drei Lieutenants-généraux wahrgenommen.
| Datum | Porträts | Namen                                                                  | Wappen | Anmerkungen                                                                       |
| ----- | -------- | ---------------------------------------------------------------------- | ------ | --------------------------------------------------------------------------------- |
|       |          | Jean de Mouy, Seigneur de La Mailleraye                                |        | Vizeadmiral, 1582 Chevalier du Saint-Esprit                                       |
|       |          | Jacques II. de Goÿon de Matignon, Comte de Torigni († 1598)            |        | Marschall, Lieutenant-général de Guyenne, 1579 Chevalier du Saint-Esprit          |
|       |          | Tanneguy Le Veneur, Seigneur de Carrouges, Comte de Tillières († 1592) |        | Capitaine de 50 hommes d'armes, Conseiller d'État, 1582 Chevalier du Saint-Esprit |

### Gouverneure
| Datum                                  | Porträts | Namen                                                                            | Wappen | Anmerkungen |
| -------------------------------------- | -------- | -------------------------------------------------------------------------------- | ------ | --- |
| 12. März 1583 – 20. Oktober 1587       |          | Anne de Joyeuse, Duc de Joyeuse († 1587)                                         |        | Admiral, Premier Gentilhomme de la Chambre du Roi |
| 7. November 1587 – 28. Mai 1588        |          | Jean Louis de Nogaret de La Valette, Duc d’Épernon († 1642)                      |        | Admiral, Colonel général de l'infanterie |
| 14. Juli 1588 – 4. Juni 1592           |          | François de Bourbon, Duc de Montpensier († 1592)                                 |        | |
| 9. Juni 1592 – 27. Februar 1608        |          | Henri de Bourbon, Duc de Montpensier († 1608)                                    |        | |
| 1608 – 14. Mai 1610                    |          | Louis de Bourbon, Dauphin du Viennois († 1643)                                   |        | |
| 10. Juni 1610 – 1. November 1612       |          | Charles de Bourbon, Comte de Soissons († 1612)                                   |        | |
| 28. November 1612 – April 1619         |          | Maria de’ Medici, Königin von Frankreich († 1642)                                |        | |
| 6. August 1619                         |          | Henri d’Orléans, Duc de Longueville († 1663)                                     |        | . |
| 29. Juli 1620 – Juli 1627              |          | Charles de Lorraine, Duc d’Elbeuf († 1657)                                       |        | . |
| Juli 1627 – 11. Mai 1663               |          | Henri d’Orléans, Duc de Longueville († 1663), 2. Mal                             |        | . |
| 1. Dezember 1649 – 24. November 1666 ? |          | Jean Louis d’Orléans († 1694)                                                    |        | 1663 Duc de Longueville |
| Mai 1663                               |          | Charles de Sainte-Maure                                                          |        | Lieutenant-général, Kommandant während der Minderjährigkeit von Jean Louis und Charles Paris d'Orléans; 1664 Duc de Montausierr                                                                    |
| vor 1665 – 12. Juni 1672               |          | Charles Paris d’Orléans († 1672)                                                 |        | 1668 Prince de Neuchâtel, Duc de Longueville |
| 1672                                   |          | Jean-Louis-Charles d’Orléans, Duc de Longueville († 1694), 2. Mal                |        | |
| 3. Mai 1691 – 9. Mai 1691              |          | François-Henri de Montmorency-Luxembourg, Duc de Luxembourg-Piney († 1695)       |        | Tritt zugunsten seines Sohnes zurück |
| 6. Mai 1691                            |          | Charles François I. de Montmorency-Luxembourg, Duc de Montmorency († 1726)       |        | 1695 Duc de Piney-Luxembourg |
| 27. September 1718 – 18. Mai 1764      |          | Charles François II. de Montmorency-Luxembourg, Duc de Piney-Luxembourg († 1764) |        | . |
| 15. Juni 1764                          |          | Anne Pierre d’Harcourt, Duc d’Harcourt († 1783)                                  |        | . |
| 15. Juni 1764                          |          | François-Henri d’Harcourt, Comte de Lillebonne († 1802)                          |        | 1783 Duc d’Harcourt, Lieutenant-général en Haute-Normandie, Gouverneur du Dauphin, Membre de l’Assemblée des notables, Membre de l’Académie française, Garde de l’oriflamme, Chevalier des Ordres. |

## Anglonormannische Gouverneure
Nach der Vereinigung der Normandie mit dem Königreich Frankreich behielt England 1204 die sogenannten Kanalinseln, darunter Guernsey und Jersey Gouverneure, die 1835 Vizegouverneure wurden, sorgen im Auftrag der Königin von England für die Regierung dieser Inseln.